# Campylocentrus sinuatus
Campylocentrus sinuatus är en insektsart som beskrevs av Fowler. Campylocentrus sinuatus ingår i släktet Campylocentrus och familjen hornstritar. Inga underarter finns listade i Catalogue of Life.